# BLOOD-C
『BLOOD-C』（ブラッド シー）は、Production I.G制作の日本のアニメ作品。2011年7月から9月にMBSほかにて全12話のテレビアニメが放送された。2012年にはアニメーション映画『劇場版 BLOOD-C The Last Dark』が公開された。2017年に実写映画化もされた。

## 概要
アニメ製作会社・Production I.Gと女性漫画家集団・CLAMPの両名が手掛けるアニメオリジナル作品。「BLOODシリーズ」のアニメとしては、『BLOOD THE LAST VAMPIRE』『BLOOD+』に次ぐ3作目であり、第1作から12年目の作品となる。本作は深夜帯での1クールのテレビアニメ版と劇場版で構成されており、2011年時点の主流に合わせた公開形態が用いられている。テレビアニメ版と劇場版は世界観や登場人物を共有しているが、設定のすり合わせなどは行われつつも、基本的には監督も含めて別のチームで制作されている。
前作『BLOOD+』が第1作から設定や絵柄を変更しても女性ファンを中心とした支持が得られたことを踏まえ、本作も「小夜という名前の少女が日本刀で怪物を倒していく」というシリーズ共通の基本設定だけは踏襲しつつ、その基本設定さえ守ればよいというスタンスで企画が進められた。本作では独自の展開としてCLAMPをキャラクターデザインに迎え、全話のシナリオもCLAMPの大川七瀬が、本シリーズの第1作から携わっているProduction I.Gの藤咲淳一と協調しながら執筆している。
テレビアニメ版の舞台は長野県の諏訪湖付近、劇場版の舞台は東京都であると設定されている。テレビアニメ本編は、BLOODシリーズでは初めて学園を主要な舞台としているが、ごく普通の日常にもかかわらず違和感のある、現実感のない日常描写という雰囲気作りが意図的に行われている。全体的には、各話ごとに姿や能力が異なる怪物との戦いを描きつつ、作中に散りばめられた謎を少しずつ明かしていくという構成が取られている。テレビアニメ版の終盤には、第1話から描かれてきた設定を覆す衝撃的などんでん返しの展開が設けられ、視聴者を驚愕させるような趣向が施された。こうした終盤の展開は監督の水島努の意向により、主演の水樹奈々や物語の黒幕を演じた野島健児を含めた出演声優にも秘匿されたという。劇場版はテレビアニメ版の続きを描く内容となっている。
作中における戦闘は、大量の流血を伴うバイオレンスアクションとして描かれている。放送当初よりグロテスクな表現が話題となったが、テレビ本放送時は一部の映像に修正が加えられており、主人公のクラスメイトや通行人が怪物に虐殺される場面のある一連のエピソードでは、遺体の一部や残虐映像を光や影で隠す処理が行われた。『BLOOD+』を含む2000年代以降のMBS制作テレビアニメは、放送時間帯を問わず過激な表現をほぼ無修正で描写する作品が多いが、本作に関しては例外的な措置となり、アニメ全体の表現規制の厳格化に歩調を合わせる形となった。映像ソフト版は、本来の無修正版での収録となっている。ただし、水島は「噴水のような流血シーンはむしろ痛々しさや現実感を希薄にすることを目的とした演出である」としたうえ、「残虐な場面で手は抜かないとしつつも、そうした描写に重きは置いていない」という趣旨を説明している。なお、その一方で入浴シーンなどの性的な描写は、レイアウトで誤魔化したり微修正を施したりしつつも、テレビ放送版でもほとんど規制することなく放送された。
2015年4月2日には、本作・『残響のテロル』・『学園黙示録 HIGHSCHOOL OF THE DEAD』の日本製アニメ3作品が暴力賛美に当たるとして、中国政府から名指しで批判されていることが報じられた。本作の場合、肢体の切断や頭を叩き切る場面が指摘を受けたという。

## 物語

### ストーリー（テレビアニメ）
浮島神社の巫女・更衣小夜は、優しげな友人たちに囲まれて私立三荊（）学園で高校2年生として平和な生活を送る一方、父にして神主の更衣唯芳の命により、人間を遥かに凌ぐ力を持つ〈古きもの〉と呼ばれる異形の存在を、それらを倒せる唯一の武器・御神刀で狩るという「務め」を果たしていた。
戦いが激化して日常が破壊されていくうち、小夜は奇妙な過去の記憶のフラッシュバックに苦しめられ、日常の裏に潜む不自然さに気づく。また、それまで気づかなかった自分自身の精神の不自然さにも気づき、自分が本当に「更衣小夜」なのか、さらには何者なのかさえも疑い始める。
やがて、〈古きもの〉による殺戮は求衛のの・求衛ねねの姉妹など、小夜の身近な友人にまでおよぶ。自分に好意を寄せていた時真慎一郎までもが喰われた翌日、小夜は教師の筒鳥香奈子にせがまれ、自宅の蔵を開けて古文書を見せることになるが、最初は興味深い内容に見えたそれは、白紙の束であったことが判明する。動揺する小夜の前に求衛姉妹が現れ、香奈子と共にすべてが「茶番劇」だったことを明かし、慎一郎までもが現れて茶番劇の内容が明らかにされる中、小夜は香奈子によって強引に〈古きもの〉の血を飲まされ、すべての記憶を取り戻していく。そして、その場に予定外に巨大な〈古きもの〉が出現したうえ、小夜を放置して逃げようとした一同の前には、カフェ「ギモーブ」の主人にしてすべての黒幕である七原文人が現れる。
文人は小夜が記憶を取り戻したことを確認すると、自分の意に反して動いた慎一郎・求衛姉妹・香奈子を不要と見なし、〈古きもの〉たちに喰わせる。香奈子だけは我に返った小夜に救助されるが、結局は小夜の血を投与されすぎた唯芳に噛み殺される。〈古きもの〉の姿と化した唯芳をも倒した小夜に満足した文人は、慎一郎たちと同様に小夜の友人役だった網埜優花や鞘総逸樹、そして自分に忠実な私設兵たちと共に去ろうとするが、小夜を本当に愛してしまっていた逸樹は彼女を庇って射殺される。小夜は文人の真意を問いただすべく、彼の計画のエキストラ役だった町の人々が〈古きもの〉たちによって喰い殺されていく惨状の中を駆け抜け、ついに文人と優花を乗せて飛び立ったばかりのヘリコプターに追いついて跳躍するが、それすらも予見していた文人の銃撃によって左眼ごと左頭部を吹き飛ばされ、湖へ落下してしまう。
しかし、小夜は生きており、無人と化した町の水辺にて左頭部の再生を待ちながら、茶番劇とはいえ楽しかった日々を思い出していた。再生し切っていない左眼にスカートの裾を破って作った包帯を巻いた小夜は、ヘリコプターの飛び去った方向へ駆け出す。その彼方には、東京の街並みが広がっていた。

### ストーリー（映画）
浮島地区での惨劇から半年後、東京都には青少年育成を目的とした保護条例が半ば強引に可決され、未成年者の夜間の外出が制限されるなど厳格な規制が敷かれていた。
ある冬の夜、運行中の東京メトロの車両内で1人の男性乗客が怪物化し、他の乗客たちを食い殺していく。パニックとなった車両内には、再生を完了して文人への復讐に燃える小夜が乗り合わせていた。まもなく怪物にさらわれた少女・柊真奈を救出した小夜は、それをきっかけに世界的企業複合体「セブンスヘブン」と秘密組織〈塔〉、そして条例に反発する組織「サーラット」の戦いに巻き込まれていく。

## 登場キャラクター
身長は設定資料集の対比表より。

### 主要登場人物
小夜 / 更衣 小夜（さや / きさらぎ さや）
声 - 水樹奈々
演 - 宮原華音
本作の主人公。普段は少しドジっ娘でおっとりした私立三荊学園に通う高校2年生。身長156cm。〈古きもの〉と呼ばれる怪物を狩る「務め」を行う浮島神社の巫女。普段は眼鏡をかけている（劇場版は掛けてない）。スポーツ万能で長身かつスタイルが良いが、それを鼻に掛けることもなく周囲からは慕われている。一方で家の中では小さな段差に蹴躓いたり、登校中頻繁に道端で転んでは顔に擦り傷を作るため父の唯芳から心配されている。日常で体験した何気ない出来事を歌にしては登下校時に口ずさむ趣味がある。父を盲目的とも言えるほど慕っており、自身の務めは「そう約束したから」だと思い込んでいる。
「務め」を行っている際は普段の性格は微塵も見せなくなり、〈古きもの〉に唯一対抗できる「御神刀」を用いて、彼らを仕留めている。戦いではしばしば苦戦を強いられるものの、負傷してもすぐに回復する体質の持ち主。さらには怒りによって目が赤い異形の瞳と化すと、身体能力と攻撃力が急激に上昇し、〈古きもの〉個体毎の弱点や特質も瞬時に見抜ける。
正体は、〈古きもの〉の血肉を糧とする人間の姿をした〈古きもの〉の上位種。このため、頭部を半分失うほどの負傷からでも再生することができる。
「更衣小夜」としての記憶は全て偽りのため、母親の記憶も高校1年生以前の想い出も一切持っていなかった。過去に文人に捕らえられて偽の記憶を植えつけられ、実験の主役に仕立て上げらていれた。小夜という名は本名であるものの、「更衣」という姓は偽りで、「衣替え」と「記憶を書き換える」ことを掛けた文人の悪趣味により付けられたものである。なお現在の明るい性格は文人に偽の記憶を植えつけられた影響によるもので、本来の性格は感情を表に出さない無口でクールな少女。
香奈子が利己的な理由で文人を裏切り、独断で小夜に残酷な真実を突きつけた結果、本来の自分を取り戻すことになる。その際には自身が人間でないことを理解しても一種の情が存在し、一連の「茶番劇」を企てた文人への憤慨とともに、〈古きもの〉に襲われた香奈子の救出を試みたり、逸樹の死を悼むそぶりも見せた。また唯芳の今際の際もそれまでと変わらず「父様」と呼び、その死に涙を流した。テレビアニメ版の結末では、町から逃亡する文人を仕留めようと刀を振りかぶった際に左目を撃たれた後、スカートの裾を破った布を眼帯として身に着ける。
なお、劇中において「同族でもない人間に対する情など小夜の中にあるはずがない」という見解に立っていた文人は、小夜が人間を守ろうとするのは何者かによる暗示であり、唯芳に向けていた思慕の感情も意識下で彼が自分と近しい存在であることを感知していたためであると推測している。一方ノベライズ版では、こうした文人の見解は地の文で事実上否定されており、小夜は人の心を持っており、唯芳に対する親愛は偽りの関係から始まったとしても本物であったとされる。ノベライズ版の結末では、小夜の素性を「異界で捨てられ流された後に人間に拾われ、生き血ではなく人間の母乳によって育てられた〈古きもの〉の類である」と明かしている。
劇場版では文人を追って半年がかりで東京へ辿り着く。服装はコートとセーラー服になっている。文人への復讐心からほとんど寝食を取っておらず、テレビアニメ版で見せなかった荒んだ表情も見せる。文人に復讐を果たした後は真奈達と別れ放浪をしている模様。四月一日の知り合いで、対価と引き換えに願いをかなえる『ミセ』の常連客であったことが明かされている。
七原 文人（ななはら ふみと）
声 - 野島健児
演 - 南圭介
唯芳の知人で、彼とは高校の先輩後輩の間柄であるとしている。年齢は20代。身長180cm。柔らかな物腰の男性で、小夜からは「文人さん」と呼ばれている。浮島神社の近くで町唯一のカフェ「ギモーブ」を開いている。また更衣家の食事の世話もしており、差し入れや小夜の朝食やお弁当など、事実上小夜が飲食する物すべてを管理している。カフェの店名はマシュマロの一種である菓子の名前に由来し、この菓子は小夜の好物として店のメニューにも出されている。しかし単なる「父の友人」の域を超えた小夜への執着をかいま見せることもあり、彼女が頭痛などを起こして具合が悪くなった時は、すぐにギモーブとコーヒーを持って駆けつけ彼女に与えている。
実は実験を仕掛けた黒幕で、自分の関心や目的のためなら人命を玩具のように扱うこともいとわない、異常な価値観の持ち主。多数の私設兵を従えるなど大きな財力と権力を持ち、政府が隠していた〈古きもの〉の存在も知っており、何らかの理由で唯芳を駒として使えるようになったことでこの実験を実行に移した。事前に小夜から抜き取った血を用いることで、自分の管轄下にある〈古きもの〉を使役することもでき、それを使い「エキストラ」の人間達を定期的に虐殺しており、唯芳にはそのタイミングを事前に教えていた。小夜を捕らえた際、餌場として町を作り上げ、市民として自分が選んだキャストやエキストラを住まわせた。小夜に出していた食事やコーヒーも、小夜の記憶を操る薬物や〈古きもの〉から採取した血を用いて作ったものである。
香奈子の裏切りによって小夜が本来の自分を取り戻した際に、文人もまた本性を現す。優しく慇懃無礼な態度はそのままに、裏切ったメインキャストやその他のエキストラを〈古きもの〉を使って平然と虐殺し、目の前で繰り広げられる残酷な光景に対しても平然と笑みを浮かべてみせた。全てを隠滅して町から引き上げる際には追ってきた小夜を銃で返り討ちにし、「君が人間を殺せるようになったら……」と言い残して行方をくらませた。
裏切る事を予測できる者には容赦しない一面を持っており、香奈子には偽物の呪符を渡していた。
ノベライズ版では、物語の舞台となる浮島地区全体が「七原グループ」なる団体の私有地であったことが明かされている。
劇場版では秘密組織〈塔〉の当主で、世界的企業複合体「セブンスヘブン」の日本支部会長となっている。最期は自分から小夜の刀を自身に刺し、事実上自害した。遺体は文人が自害した直後に塵となって風に飛ばされ、その場所には文人が自害に使用した小夜の刀が遺されていた。
劇中では、失敗続きだが〈塔〉の術や小夜の血を使って人から〈古きもの〉を生み出す実験を繰り返していた。一見、残酷非道にも見える実験であったが、これは人類の人口増加に反比例して、小夜の飢えを満たす存在である〈古きもの〉の数が急激に減少しているので、この先、何百年と生きる小夜を餓えさせない文人なりの措置の一つであった。
それだけ彼にとって小夜は特別な存在であった。
犬
声 - 福山潤
小夜の前に度々現れる不思議な仔犬。人間の言葉（四月一日が犬を通じ会話してた）を話すことができ、〈古きもの〉を狩る「務め」に盲目的に従う小夜に対して疑問を投げかける。
自称「対価と引き換えに願いをかなえる『ミセ』の店主」で、小夜の前に現れたのも誰かの依頼を受けてのこと。
劇場版では、その正体が四月一日により送り込まれたメッセンジャーだったことが判明している。

### テレビアニメ版からの登場人物
劇中の実験「ザ・サバイバル」において「メインキャスト」と呼ばれる役割を与えられている人々や、あるいは役割と関係なく小夜に関わる存在。メインキャスト達の名前はほとんど偽名であり、年齢を偽っている者もいた。
作劇的には、主人公の周囲にアニメの約束事に沿った人物を配置しつつも、敢えて序盤から登場人物同士の人間味や感情の交流を描かないようにすることで視聴者の感情移入を妨げ、物語全体に「薄っぺらくて気持ち悪い」印象を漂わせる手法で描かれている。また、終盤において役割を捨てて本性を現す際には多くの人物が憎まれ役として描写され、視聴者に「殺されて当然」という感情を抱かせることが意図された。脚本を担当した大川によれば、こうした作劇によって「皆を守る」ために戦う主人公の動機に説得力を持たせないようにし、主人公の空虚さや孤独を描くと共に、視聴者に対して退屈でテンプレート化した日常が事件によって破壊される高揚感を抱かせたり、物語のラストシーンでようやく戦う動機を得て不愉快な舞台を後にする主人公に対して共感を持ってもらったりすることが意図されていたとされる。
更衣 唯芳（きさらぎ ただよし）
声 - 藤原啓治
小夜の父で浮島神社の神主。年齢は40代。妻が〈古きもの〉に敗れてこの世を去ってから、小夜を男手一つで育ててきた。「吉祥八卦」と呼ばれる占いで〈古きもの〉の出現場所を予見し、〈古きもの〉と戦える唯一の巫女として、小夜に「御神刀」を託し「務め」を命じているが、その一方で小夜の巫女としての宿命を憂いている様子もある。また、頻繁に怪我ばかりする娘を呆れつつも心配しており、彼女からも盲目的に慕われている。
正体は、人間と〈古きもの〉が交わり生まれた「半面」と呼ばれる存在。人の姿と鬼のような異形の姿の2つを持ち、回想シーンで小夜を拉致した実行犯の姿は彼の異形のものと酷似しており、何らかの事情で文人の管理下に置かれ彼のシナリオに沿い行動していたようである。「吉祥八卦」はでたらめであり、文人から〈古きもの〉をどこでいつ出現させるかの情報を得ていただけである。茶番劇での「小夜の父親」という役割や、過去の妻の存在は偽りだったものの、小夜のことを「初めて逢うことができた、自分と近しい存在」として親近感を抱いており、内心では彼女とともに暮らす生活の幸福を感じつつ小夜を騙していたことに苦悩していた。最終的には文人の策略により小夜の血を飲まされて精神を操られ、浮島神社にあったもう一振りの刀を武器に小夜と戦うことになる。素早い動きとパワーで小夜を圧倒するが、最期は御神刀で両腕を切り落とされ、人の姿に戻って小夜に本心を告げた後に息絶えた。
網埜 優花（あみの ゆうか）
声 - 浅野真澄
小夜のクラスメイト。身長162cm。気の強い姉御肌的な少女。小夜と親しい友人グループの一人であり、天然気味な小夜のツッコミ役でもある。
三荊学園を襲撃した〈古きもの〉によって屋上で惨殺されるが、実は偽装死であり、その正体は「ザ・サバイバル」にメインキャストとして参加していた人物の1人。本来の性格は理性的で視野が広く敵対者に対しても丁寧語を用いるなど教養の高さが窺える人柄である。実験への参加は政治家になるためで、参加の代価として東京都知事の地位を求めていた。本来の年齢も高校生より上。香奈子の裏切りの際には文人の側につき、終盤に眼前で繰り広げられた惨劇に対して取り乱すことはなく、文人に対して約束の履行を訴えていた。メインキャストの中では唯一、テレビアニメ版の結末まで生き延び、文人と共にヘリで去った。
劇場版では28歳。セブンスヘブンに所属し、文人の秘書業務をしている。物語のラストでは文人亡き後、望んでいた東京都知事の地位を手に入れる。
結果的にTV版から登場したメインキャストの中で唯一最後まで生き残った。
鞆総 逸樹（ともふさ いつき）
声 - 阿部敦
小夜のクラスメイトで、クラス委員長。小夜に好意を抱いているように振る舞い、度々アプローチを掛けるも鈍感な小夜は気付かず、彼の好意を知る友人達からは哀れまれている。
〈古きもの〉が三荊学園を襲撃した際には消火器で果敢に立ち向かい、反撃に遭いつつも、居合わせた生徒の中での唯一の生存者となる。
逸樹もまた「ザ・サバイバル」のメインキャストであり、小夜に好意を抱いていたのも当初は演技上の振る舞いであったが、一方で本当に「更衣小夜」への好意を抱くようになっていた。一方で、私利私欲にあっさり負け、メインキャストとしての役目を放棄した挙句に、契約違反の行動に出た香奈子達には本気で軽蔑しており、文人の組織が造り出した街中で監視を誤魔化す事が出来ると思っていた彼女（彼）達の舐め切った考えには、溜息をついていた。
香奈子の裏切りの際には文人の側につくが、文人が舞台を引き払う際には、小夜を庇おうとして文人の私設兵達にマシンガンで射殺された。息を引き取る間際に自分の本心を告げ、「更衣小夜」として過ごした小夜もまた本来の小夜の一部分なのだと言い残した。逸樹が契約に当たって求めていた報酬は不明。
総集編では逸樹の視点から物語が描かれている。
劇場版では、彼の正体がサーラットからの潜入員であり、浮島の内部情報を外部に流していたことが殯の口から明かされている。
先述の事から善良な一面もある人物であることが分かるが、エキストラ達が騙された上で惨殺されたことに関しては何とも思わなかったようである。
求衛 のの、求衛 ねね（もとえ のの、もとえ ねね）
声 - 福圓美里（二役）
小夜のクラスメイトで双子の姉妹。外見が瓜二つで見分けが付かないが、三つ編みの髪を向かって右分けにしているのがねねで、左分けにしているのがのの。村に娯楽がほとんどないため、いつも何か面白いことを探し求めている。人懐っこい性格だが所々毒舌な一面がある。姉妹一緒に感情を表すことが多い。
学校で香奈子が持ちかけた怪談に興味を示したため、〈古きもの〉に襲われることになる。最初にねねが浮島神社に現れた〈古きもの〉の手に、次にののが白昼の街中に現れた〈古きもの〉の手により、それぞれ小夜の目の前で別々に無残な最期を遂げる。
しかしこの死は偽装であり、後に香奈子の裏切りに加担する形で小夜の前に姿を現す。この際には、三つ編みの髪の位置と自分が使っていた偽名が逆になっていた（漫画版では逆になっておらず、後述の彼女の末路はアニメ版に準じている）。実験の中で見せた性格は全て偽りであり、本来の性格は凶暴かつ残虐で血の気が多く、凄惨な暴行を他人に行っていた経験をもほのめかし、悪事も「バレなければ良い」としか思っていない。また犯罪に手を染めた経歴もかなり多いようで、それらが明るみに出ると就職どころか日常生活にも支障を来たすほどのレベルらしい。今後の就職活動を円滑に進めるため、かつての犯歴を帳消しにする条件で茶番劇へと参加した。
芝居に飽き、元の生活へ戻ろうと香奈子に協力、文人が現れると一転して彼に媚びを売り始めたが、「演じられない役者には舞台を降りてもらう」という文人の言葉を受けた〈古きもの〉により、ねねは捕らわれて全身を地面に何度も強く叩き付けられ、ののは同じく両足を掴まれて股裂きにされるという方法で惨殺され、それぞれ喰われる形で粛清された。なお〈古きもの〉から逃亡しようとした際、ののはねねを転ばせて自分だけ助かろうとしており、姉妹間の感情も至って薄情なものであったことを窺わせている。
時真 慎一郎（ときざね しんいちろう）
声 - 鈴木達央
小夜のクラスメイト。無口でクールに振る舞い、他のクラスメイトとはあまり関わりを持たないが、小夜には興味を持っているかのように接する。後に小夜の戦いの場に居合わせ、彼女が日々〈古きもの〉と戦っていることを知るが、そのことを知りつつも小夜に告白する。クラスが襲撃された際には幸運にも不在で難を逃れたが、その後に浮島神社に現れた〈古きもの〉の手にかかり、遺体を残さずに消滅した。
しかしそれは偽装死で、慎一郎もまた「ザ・サバイバル」のメインキャストであった。小夜に告白したのは偽りで、本心では小夜を「化物」と呼び忌み嫌っている。また、本性の言動も粗暴極まりないもので、優花に皮肉で契約違反を指摘された際には逆上している。ののやねね程ではないが、常人と比べればその本質はやはり冷酷といえる。
茶番劇には金銭目的の為だけに参加。理由は明かされないものの「命がかかっている」というほどに金銭に執着し、進展のない状況に強い苛立ちを見せており、借金か何かで追われている身であった模様。
既にキャストとしての役目を終えていながら我慢が出来なくなり、金さえ貰えれば何でも良いと形振り構わない考えで香奈子の裏切りに加担。それがバレて文人が現れた時には、図々しくも今までの出演料を払えと言い出すが、彼の放った〈古きもの〉に頭を潰された後に喰われる形で、最初に粛清された。
筒鳥 香奈子（つつとり かなこ）
声 - 宮川美保
小夜のクラス担任の理科教師。本人いわく「分からないことは我慢できない」性格。元は「学校で教えているのとは違う」科学分野の研究職で、教師になったのは「この仕事でないと分からないこと」があるためと語っている。
課外授業で、〈古きもの〉について語ったり小夜に忠告するなど、その言動に謎が多い人物で、「昔から古い文献の伝記や神話などの書物に興味を持ち、実物である本物を見たいからこの街に来た」と語っている。
「ザ・サバイバル」のメインキャストであり、本来は百人一首に隠された〈古きもの〉について研究する学者。「朱食免」及び〈古きもの〉と小夜の実在を主張し続けていたため学会から白眼視されており、学界を追放されないためにも、その実在の証拠を確かめるために実験へと参加していた。成果を早く出そうと焦っており、実験が長引いていることに苛立って、求衛姉妹と真一郎をそそのかし、本来のシナリオを歪める形で小夜に真実を突きつけ、辛辣な言葉で覚醒を促す。しかしこのことは文人には筒抜けであり、裏切り者として粛清対象となる。〈古きもの〉に喰われかけ小夜に助けられたものの、小夜の血を飲まされて理性を失った唯芳に首を噛まれ死亡。そして遺体は唯芳によってどこかに投げ出された。
文人は香奈子が裏切ることを予想していたため、彼女には最初から偽物の呪符を持たせていた。

### 劇場版の登場人物
殯 蔵人（もがり くろと）
声 - 神谷浩史
人気のベンチャーIT企業「シスネット」の代表。身長181.5cm。その正体は「朱食免」をその身体に宿す一族の末裔であり文人の協力者だが、その一方で文人に仇なす存在になり得る若者を集めて抵抗組織サーラットを結成し、彼らを監視しつつも文人と敵対するふりを演じている。朱食免を所持している副作用により車椅子生活をしているが、仲間に対しては、これは過去に文人に関わった際の怪我であり、怪我の復讐のために文人と戦っているのだと偽っている。
小夜に対しては自分の素性を「文人のイトコ」と騙っている。劇中では彼女の協力者を装いつつも薬物を飲ませることに成功し、最後の戦いで文人に貢献した。文人と共に朱食免の力で世界征服の大望を成し遂げることを夢見ていたが、文人が「世界征服」よりも「小夜への執着」を優先していることを知ると、薬物で一時的に身体が麻痺した小夜から刀を奪い、「文人は小夜に殺された」と偽装するために文人を刺すが、逆に小夜の血を体内に注入される形で返り討ちにされ、肥大化する朱食免に飲み込まれ死亡する。
柊 真奈（ひいらぎ まな）
声 - 橋本愛
都内の私立十字（つじ）学園に通う女子高校生。17歳。身長154cm。眼鏡っ娘。サーラットに所属する一方で、取材のために浮島地区に向かったまま行方不明の父親を探している。父は新聞記者で、母親は早くに亡くなっている。卓越したハッキング技術を持つが、その技術が父親の関心を浮島地区に向けてしまったという自責の念から、物語開始時にはその技術を自ら封じている。
物語冒頭で〈古きもの〉に取り憑かれた人間に襲われていたところを小夜に救われ、父親のことを知ろうとして小夜と行動を共にする内、彼女に心を寄せていくが、真奈を襲って小夜に倒された〈古きもの〉が父親のなれの果てであったことを知ることはなかった。
松尾 伊織（まつお いおり）
声 - 中村悠一
19歳の大学生でサーラットのメンバー。身長178cm。パソコンの操作技術はからっきしで、車の運転を担当している。小夜と出会った当初はよそ者として彼女を信じなかった。
藤村 駿（ふじむら しゅん）
声 - 梶裕貴
真奈の元同級生で18歳。身長165cm。サーラットのメンバー。松尾とは高校の先輩後輩の関係。赤縁の眼鏡を掛けている。
月山 比呂（つきやま ひろ）
声 - 花澤香菜
サーラットのメンバーで13歳。身長119cm。天才的なハッキング技術を持ち、手だけでなく足の指も使ってキーボード入力を行うことができる。サーラット内では「月ちゃん」と呼ばれる。ハッキングの師である真奈を慕っている。
矢薙 春乃（やなぎ はるの）
声 - 甲斐田裕子
殯の秘書。24歳。身長163cm。サーラットメンバーのまとめ役。
九頭（くとう）
声 - 諏訪部順一
昔から七原家に仕えた家柄の出で、〈塔〉の実行部隊指揮官。身長191.5cm。剣と拳銃使いで、〈古きもの〉と戦うための戦闘技術を家伝として継承しており、卓越した戦闘力で小夜を苦しめる。小夜との戦で、片腕を切断された直後に自ら〈古きもの〉になり果て、武装部隊を襲った後、文人のもとへ向かう小夜に不意打ちで襲いかかったが斬られた。
四月一日 君尋（わたぬき きみひろ）
声 - 福山潤
対価と引き換えに願いをかなえる『ミセ』の店主でCLAMPの別作品『XXXHOLiC』の主人公。詳細は該当項目を参照。

### 古きもの
小夜が倒すべき存在である怪物たち（後述の「#用語」も参照）。姿や能力は様々で、各話ごとに異なったタイプが登場する。テレビアニメ版に登場した〈古きもの〉の多くは、村おこしの一環として生み出されたゆるキャラを想起させるようなユーモラスな姿となっているが、これは監督の水島によれば、シリアスで格好良くしたデザインは逆に違和感が出てつまらなくなるという判断によるという。一方、その姿は記号的にはせず生々しく血の通った質感を意図して描かれ、また人間を捕食する側に悪意はなく自然の摂理であるという考えや、大袈裟な流血シーンを描くことで現実感を希薄にするという思惑から、人間を捕食する場面は残虐に描かれた。
作中では各個体の名称などは明かされないが、以下ではビジュアルファンブック『BLOOD-C OFFICIAL COMPLETE BOOK 胎動』や、公式サイト内のコンテンツ「BLOOD-PEDIA」、ノベライズ版で用いられている呼称を記す。
石地蔵
第1話に登場。小夜が偽りの記憶を刷り込まれてから最初の日に対峙する〈古きもの〉。赤い前掛けをつけた大きな地蔵の姿をしており、恐ろしげにもユーモラスにも見える外観となっている。戦闘時には首が伸び、カマキリのような腕を展開して小夜に襲い掛かる。最期には首を御神刀に貫かれて倒される。
元々は背景のイメージボードに描かれた普通の地蔵であったが、監督である水島が最初の敵のモチーフとして採用した。「日本風」の敵というコンセプトを提案したシリーズ構成の大川や、シリーズ第1作から関わっている藤咲も、このデザインを意外に受け止めたが、水島には「これしかない」という確信があったという。
蝙蝠型
第2話に登場。長い手足を持ち、BLOODシリーズの過去作品に登場した「翼手」と似た姿で描かれている。素早い動きとジャンプ力を活かし手先の鋭い鉤爪で小夜に襲い掛かるが、最期は首を御神刀に刎ねられて倒される。
本作『BLOOD-C』の制作より前に描かれた翼手のデザインを流用している。
花
第2話に登場。牙の生えた花や触手を持つ、巨大植物のような姿をしている。植物のようでありつつも動物のようにも見えるデザインを意図して、胴体には無数の目のような器官が描かれている。
ノベライズ版には登場しない。
朽ちた電車
声 - 上田燿司
第3話に登場。松本電気鉄道モハ10形電車に取りついた〈古きもの〉。戦闘時には獏のような姿になる。地域で唯一のパン屋「うぐいす商店」の店主を、小夜の目の前で食い殺す。小夜が初めて遭遇した人語を解する個体であり、倒される間際には「約定」について口にした。
車両のモデルは、本作の監督を務める水島が長野県出身であり、幼少期にアルピコ交通上高地線を利用していたことにちなむ。獏のようなデザインのモチーフはダンボであり、可愛らしい怪物が人を襲うというイメージから、目元を可愛らしく見せるデザインが意図されている。
羽のあるもの
声 - 増谷康紀
第4話に登場。鳥のような頭と翼を持ち、他2体の〈古きもの〉「羽のあるものの配下」を従える。人語を流暢に操り、食らうために捉えた人間を盾にしながら小夜を翻弄した。
ノベライズ版には登場しない。
市女笠の女（いちめがさのおんな）
声 - 川澄綾子
第5話に登場。流暢な人語を操り、錫杖を持った人間の女性のような姿で現れるが、被った笠に隠された頭部は巨大な一つ目の眼球となっている。ノベライズ版では、本体は首の外れた人形に取り憑いているという設定。濃霧で小夜の視界を封じつつ、密かに御神刀に結びつけた糸で攻撃を読んで翻弄するが、御神刀を手放した彼女の貫手で頭部を貫かれて（すなわち、「実験」の設定に反して御神刀を用いずに）倒される。劇中では初めて御神刀を使わずに倒された敵。
共に他3体の〈古きもの〉「妖精」（声 - 岩田安宣）が同時に登場したが、小夜によって一蹴された。
蜈蚣（むかで）
第5話、第6話に登場。上半身の首の部分には無数の牙のある口を、下半身にムカデのような尾と無数の脚を供えた〈古きもの〉。ノベライズ版では、本体は古い注連縄に取り憑いているという設定。浮島神社に出現し、小夜の友人である求衛ねねを頭から食い殺すが、逆上した小夜に首の口部分を御神刀で貫かれて倒される。後に、ねねの死は偽装死であったと明かされる。
影
第6話に登場。求衛ののの影に取りついた〈古きもの〉。黒一色の身体は不定形で、人影の姿を作り出したり、刃物状に変形させたりすることができる。ノベライズ版では、本体は黒い小さな木の葉に取り憑いているという設定。白昼の街中に現れてののを盾にしながら、無数の通行人を虐殺・捕食した。小夜は捕らえられたののを避けて〈古きもの〉を斬ったが、ののは〈古きもの〉と共にバラバラになってしまった。後に、ののの死は偽装死であったと明かされる。
主要登場人物が次々と偽装死を始める、物語のターニングポイントとなるエピソードに登場する敵でもあり、従来のBLOODシリーズの翼手とは大きく路線の異なる姿で描かれた。
鎧武者
声 - 三宅健太
第7話に登場。巨大な鎧武者の姿をしており、通常の腕の他に6本の腕を背中から生やすことができる。武器はそれぞれの手が持つ巨大な太刀。ノベライズ版では、本体は古い兜に取り憑いているという設定。白昼の河岸に現れ、巡回中だった警官を背部から一刺しで惨殺した。
盲目的に唯芳を信じる小夜を嘲笑し、彼女の謎を知っているかのように振る舞う。小夜を始終「弱い」と蔑むも、最後は頭頂から両断されて倒された。兜の下の顔は、人間にそっくりであった。劇中では示唆されるのみであるが、平家の侍で唯芳の親友という裏設定がされている。
蜘蛛
声 - 滝知史
第8話、第9話に登場。カニのような5本の脚、そこから長く伸びた1脚につき4本（合計20本）の伸縮自在の爪、そして人間を一呑みにできる大きな口を持つ。ノベライズ版では、本体は古い櫛に取り憑いているという設定。白昼の三荊学園に堂々と現れ、小夜のクラスを襲撃する。
「なぜ怒るのか」との問いに「友人を殺されて怒らないはずが無い」と返した小夜を、「解せぬ」と評した。小夜との激戦で校舎内を破壊しながら、彼女と鞘総逸樹以外のクラスメイト全員を惨殺するが、最後は小夜の逆鱗に触れて切り刻まれ、倒された。後に、殺害された大勢のクラスメイトとは別に、優花の死だけは偽造死であったことが明らかになる。
元々は第2話に登場する予定のデザインであったが、序盤に登場する敵としてはあまりに強そうな姿をしていることから、登場エピソードが変更された。
女型
声 - 佐藤利奈
第10話に登場。人間の女性の頭部だけが宙に浮いているような姿で、首から垂れ下がった背骨を人間の背丈ほどの長い黒髪で覆っている。黒髪をプロペラのローターのように回転して突進することが可能なほか、黒髪を武器として使って人間を捕食することもできる。また、古風な言葉遣いで人語を話し、自分も小夜も人に操られている存在であることを仄めかす。
浮島神社に出現し、小夜と交戦中に現れた時真慎一郎を食い殺すが、背骨をさらした瞬間に頭頂から両断され、倒された。後に、時真の死は偽装死であったことが明らかになる。
ノベライズ版では姿も能力も異なる。「鵺」を参照。
巨大型
第11話と最終話に登場。巨大な六本足の犬のような姿を取るが、頭部に伸縮自在の2本の人間の手があり、これを伸ばして人間を捕まえる。文人に操られるまま、「実験」を暴露した求衛姉妹や時真慎一郎を用済みとして始末した。文人の命令を理解することができる。頑丈な体表面で小夜の攻撃を受けつけなかったが、口から体内に侵入した小夜により、心臓を鉄の棒で貫かれて倒された。
デザインモチーフは狛犬と狼。
量産型
最終回に登場。ウサギのような耳をした巨人。文人たちの研究の産物という設定で、文人が自身を追う小夜への足止めと町の壊滅役として召喚。一撃で小夜に倒されたかと思われたが、複数に分裂し、町に住んでいた大勢のエキストラ達を残虐な方法で食して全滅させた。最終的には、小夜が察知した本体らしい個体が切り倒されたことで全ての個体が死亡した。最後は街が壊滅している描写がされていた。
ノベライズ版では描写が異なり、エキストラ達は湖から出現した〈古きもの〉の群れに虐殺されたという描写になっている。
鵺
ノベライズ版に登場。テレビアニメ第10話の女型と同様の役回りを演じるが、その姿は鵺、あるいは猿に似ていると形容されている。鋭い爪のある長い腕を備えるほか、小夜に斬られても複数の個体に分裂し、本体にある急所を破壊されない限りは倒されないなど、テレビアニメ終盤に登場した量産型と同様の能力を併せ持つ。本体は数珠に取り付いている。
真奈の父
劇場版に登場。人間に取り憑いた〈古きもの〉で、変異後は人格や理性を失い目が黄色く変わり歯が剥き出しになるなどゾンビに近い顔になる。生前は新聞記者で、「セブンスヘブン」によって集められた人々が行方不明になっていることを知り、その真相を確かめるべく文人に会うため浮島地区に向かったまま行方不明になった。文人に会う過程で、彼が当主を務める〈塔〉の「実験体」として捕らわれていたが脱走し、地下鉄の列車内で〈古きもの〉の本性を現すと、側にいた女性の乗客と会社員を食い殺した。その後、娘の真奈を連れ去るが小夜に首を刀に貫かれて倒される。
蜘蛛型の蠍
劇場版に登場。上半身が蜘蛛で、下半身が蠍に近い姿をしている巨大型の〈古きもの〉。文人が自身を追う小夜への足止めとして召喚。無数の触手と長い尾で小夜を追い詰める。最期は小夜に体を両断され倒される。

#### 巨大＜古きもの＞
劇場版に登場。蔵人の体内の朱食免が小夜の血を撃ち込まれ肥大化し、文人と融合した事で現れた。
巨大な半魚人のような見た目をしており圧倒的なパワーで小夜を追い詰めるが、最後は戦いの末に彼女に敗北し粉々に砕け散った。

## 用語
御神刀（ごしんとう）
作中において小夜が戦いに用いていた日本刀。実用性よりも見た目を重視した装飾が施されており、鍔の部分には刀と鞘を連結して封印する飾り仕掛けがある。浮島神社に伝わる刀で、〈古きもの〉に唯一対抗できる武器であるとされており、使用に際しては唯芳からの許可が必要となる。しかし、これは「茶番劇」内で「神社の娘の武器と言えば御神刀」という設定を強調した都合でしかなく、実際には〈古きもの〉を失血死させることが可能でさえあれば、小夜が扱う武器は何でもよい。裏設定によれば、この刀は文人が所蔵していた普通の刀に、それらしい飾りや機構を施したものであるとされる。
浮島神社には小夜の御神刀とは別に鍔の形状が異なる刀が置かれており、最終話で唯芳が小夜との戦いで使用した。
私立三荊学園（しりつさんばらがくえん）
小夜と、彼女のクラスメイトの役割を与えられたメインキャスト達が通う高校。小夜に虚構の学園生活を送らせるための舞台であり、彼女のクラス以外の生徒は通っていないが、小夜は指摘されるまでそのことに気がつかなかった。血の色が目立たないように赤と黒で配色された制服は、アニメやゲームの登場人物が着るような奇抜なデザインとなっており、本性を露にした求衛姉妹からは「コスプレ」とも評された。裏設定では、この制服は文人が趣味でデザインしたとされる。作中に登場する制服は夏服で、冬服は学校の存在理由から不要であるため、用意されていない。
〈古きもの〉（ふるきもの）
あらゆる物体に取り憑き、人間を喰らう謎の怪物。中には知性があり、人語を解する個体もいるが、共通して「人間は餌」という「約定」に基づいた不動の価値観があり、人間が生きるために動物を殺してその肉を食べるように、古きもの達も生きるために人間を殺して喰っているだけなので、当然ながらそのことに罪悪感はない。
その身体には1か所のみ弱点があり、そこから大量失血すると死亡する。ノベライズ版によればこの弱点は「肝」と呼ばれ、本来は肉塊のような姿をしている〈古きもの〉の本体が、異界との結び付きを得るため、現世の物品に憑依している部分であるとされる。肝を破壊されると現世との繋がりを断たれ、異界へ還っていく。
文人曰く「人類の人口が増加しているのに対し、古きものの数は急速に減少している」とのこと。
シリーズ構成を担当した大川によれば、企画当初はハワード・フィリップス・ラヴクラフトの創作したクトゥルフ神話に登場するクリーチャー、「古のもの」の日本版をイメージしていたとされるが、監督の水島の判断により第1話の「石地蔵」に代表される、日本妖怪のようなデザインが投影されたという。
約定（やくじょう）
「朱食免（しゅじきめん）」と呼ばれるものに記されているとされる約束事。人間と〈古きもの〉との間に交わされた約束であるとされ、しばしば〈古きもの〉がそのことを口にするが、小夜はその内容について聞かされていない。実際は、〈古きもの〉が特定の人間を捕食しない代わりにそれ以外の人間は捕食しても良いという、大昔に交わされた約束であった。
ザ・サバイバル
黒幕である文人が街ぐるみで仕掛けた実験のこと。登場人物からは「茶番劇」とも評されている。裏設定によれば、これはセブンスヘブン社主催のロールプレイングという体裁で企画されたもので、小夜が記憶を取り戻したと文人が判断した時点でエンディングとなり、予定通りに終了した場合は唯芳にメインキャスト全員を殺害させた後、唯芳を小夜の餌とする手筈であったとされる。劇中においては筒鳥らの造反により、エンディングには至らなかった。
メインキャスト
「ザ・サバイバル」において、小夜と親しい人々という役割を与えられた人々。呪符を与えられているため、〈古きもの〉に捕食されることはないが、筋書きに応じて偽装死するよう演技を求められることもある。ほぼ全員が何らかの非合法なレベルの報酬を求めて参加しており、エキストラ達の惨たらしい死にすら全く動揺しない冷酷さを持つ、何らかの表沙汰にできない理由を持った人物を選んでいる模様である。常時、主催者側からの監視がついている。
エキストラ
声 - 加藤将之（巡査A）、小野友樹、井上剛、吉田聖子、白川りさ、牛田裕子、田中雅之、ふくまつ進紗（巡査B）、山口理恵（女子生徒A）、佐々木智代（女子生徒B）、内山夕実（女子生徒C）、河西健吾（男子生徒A）、西健亮（男子生徒B）、坂東孝一（男子生徒C）、黒沢寿樹（男子生徒D）、金香里、五十嵐愛子、杉浦奈保子、荒井聡太、三宅貴大
「ザ・サバイバル」における、メインキャストではないその他大勢の参加者。すなわち、小夜とそれほど親しくないクラスメイトや、町の住人達。高校生以下の年齢のエキストラは存在しない。裏設定によれば、簡単な仕事と偽って安い給料で雇われ、詳しい事情を聞かされずに町の住人のふりをするよう求められたアルバイターであるとされる。主催者側の真意はおろか自分達が使い捨てられる存在であることも知らなかったため、〈古きもの〉に狙われた場合はほぼ確実に捕食される。一方、劇中で恐怖から舞台を途中で降りようとする者がいなかった事からも、エキストラに選抜された者達もまた、他人はどうでも良いという人格的に問題のある者達が選抜されていた可能性が高い。
最後は、文人が証拠隠滅のために放った、〈古きもの〉による大量虐殺に遭う。外界との境界線に立てられていた金網をよじ登って逃げようとした者もいたが、敷地外に設置されたガトリングガンで射殺されたうえ、死体は全て〈古きもの〉に捕食された。そのため、大量虐殺後の夜明けを迎えた町はどこも血飛沫にまみれていたものの、死体は肉片すら残っていないという異様な光景となった。
呪符（じゅふ）
文人によってメインキャスト達に配布された、〈古きもの〉に襲われないための道具。裏切ることを予見されていた者や、一度偽装死によって退場した者に対しては偽物が渡される手筈となっており、テレビアニメ第12話において求衛姉妹・時真慎一郎・筒鳥香奈子らは文人の操る〈古きもの〉によって粛清を受けることになった。

## テレビアニメ
2011年7月から9月にかけて全12話が放送された。
テレビアニメ版では、最終回までに主人公と黒幕との決着は描かれずに劇場版へと続く形で終わるものの、物語の舞台が壊滅し、主人公を取り囲む人間関係が破壊されるという形で物語に区切りがつけられる。BLOODシリーズのプロデューサーである森下勝司は放送前のインタビューにおいて、一方のみの作品だけでも楽しめるような内容を提供するため、テレビアニメ版はテレビアニメ版のみで完結した内容を意図したと説明している。

### スタッフ（テレビアニメ）
CLAMP、および監督の水島努の起用は、CLAMPの漫画を原作とするProduction I.Gのテレビアニメ『xxxHOLiC』からの流れである。
脚本は大川七瀬と藤咲淳一の連名となっているが、基本設定は両者が話し合って決定し、ストーリーを大川が、作中における戦闘などのアクションシーンを藤咲がそれぞれ担当している。
- 原作 - Production I.G/CLAMP[65]
- ストーリー・キャラクター原案 - CLAMP[65]
- 企画 - 石川光久、藤本清和
- 製作 - 森下勝司、清水博之、遠藤哲哉、片岡義朗、竹田青滋、安田猛
- 原作監修 - 藤咲淳一
- 監督 - 水島努[65]
- シリーズ構成 - 大川七瀬[65]
- 脚本 - 大川七瀬[65]、藤咲淳一[65]
- アニメーションキャラクターデザイン - 黄瀬和哉[65]
- 総作画監督 - 後藤隆幸[65]
- コンセプトデザイン - 塩谷直義[65]
- 美術設定 - 金平和茂[65]
- 『古きもの』デザイン - 篠田知宏[65]
- プロップデザイン - 幸田直子[65]
- 美術監督 - 小倉宏昌[65]
- 色彩設計 - 境成美[65]
- 3DCGI - 塚本倫基[65]
- 特殊効果 - 村上正博[65]
- 撮影監督 - 荒井栄児[65]
- 編集 - 植松淳一[65]
- 音響監督 - 岩浪美和[65]
- 音響製作 - グロービジョン
- 音楽 - 佐藤直紀[65]
- 音楽制作 - アニプレックス
- プロデューサー - 川口徹、瓜生恭子、古川慎、加藤資久、丸山博雄、榎本郁子
- アニメーションプロデューサー - 大上裕真
- アニメーション制作 - Production I.G[65]
- 製作 - Project BLOOD-C TV[65]（Production I.G、アニプレックス、電通、ドワンゴ、角川書店）/MBS

### 主題歌（テレビアニメ）
「spiral」
DUSTZによる第1話 - 第11話・総集編前編オープニングテーマ。作詞はDUSTZ、作曲はDUSTZ&BOND×L!TH!UM、編曲はBOND×L!TH!UM。
オープニングアニメーションの絵コンテ・演出は梅津泰臣、作画監督は黄瀬和哉がそれぞれ担当している。梅津によれば、はがれた皮膚がカラスに変化して飛び去っていくシーンは進化の象徴であり、スタッフクレジットの一部が血のようににじむ演出はこだわりの1つだという。
「純潔パラドックス」
水樹奈々によるエンディングテーマ。作詞は水樹奈々、作曲は吉木絵里子、編曲は陶山隼。

### 各話リスト
サブタイトルは小倉百人一首の歌から採られている。
| 話数     | サブタイトル | 絵コンテ     | 演出         | 作画監督                                |
| -------- | ------------ | ------------ | ------------ | --------------------------------------- |
| 第一話   | あまつかせ   | 水島努       | 水島努       | 後藤隆幸                                |
| 第二話   | きみがため   | ひいろゆきな | ひいろゆきな | 頂真司                                  |
| 第三話   | ひとはいさ   | 畑博之       | 畑博之       | 石川真理子、植田実                      |
| 第四話   | なげけとて   | 新留俊哉     | 羽多野浩平   | 福世孝明                                |
| 第五話   | めぐりあひて | 山本靖貴     | 山本靖貴     | 渡辺純子                                |
| 第六話   | かぜをいたみ | 浜名孝行     | 浜名孝行     | 宮川智恵子                              |
| 第七話   | うかりける   | 高林久弥     | 高林久弥     | 鷲田敏弥、永島明子                      |
| 第八話   | よのなかよ   | 畑博之       | 畑博之       | 河野真貴、植田実                        |
| 第九話   | こころにも   | ひいろゆきな | ひいろゆきな | 頂真司、片桐貴悠                        |
| 第十話   | ふくからに   | 浜名孝行     | 京極義昭     | 小谷杏子、熊田明子 森田史               |
| 第十一話 | たれをかも   | 山本靖貴     | 小林敦       | 渡辺純子、宮川智恵子                    |
| 第十二話 | わすれじの   | 水島努       | 水島努       | 永島明子、中野りょうこ 頂真司、後藤隆幸 |

### 放送局
| 放送地域   | 放送局             | 放送期間                    | 放送日時                                                                    | 放送系列   | 備考                                                |
| ---------- | ------------------ | --------------------------- | --------------------------------------------------------------------------- | ---------- | --------------------------------------------------- |
| 近畿広域圏 | 毎日放送           | 2011年7月8日 - 9月30日      | 金曜 1:40 - 2:10（木曜深夜）                                                | TBS系列    | 製作局                                              |
| 関東広域圏 | TBSテレビ          | 2011年7月9日 - 10月1日      | 土曜 1:55 - 2:25（金曜深夜）                                                | TBS系列    |                                                     |
| 中京広域圏 | 中部日本放送       | 2011年7月14日 - 10月6日     | 木曜 2:00 - 2:30（水曜深夜）                                                | TBS系列    |                                                     |
| 日本全域   | ニコニコチャンネル | 2011年7月14日 - 10月6日     | 木曜 3:00（水曜深夜）更新                                                   | ネット配信 |                                                     |
| 日本全域   | ShowTime           | 2011年7月22日 - 10月21日    | 金曜 15:00 更新                                                             | ネット配信 | 第一話と最新話会員無料配信 バックナンバーは有料配信 |
| 熊本県     | 熊本放送           | 2011年8月1日 - 10月17日     | 月曜 1:50 - 2:20（日曜深夜）                                                | TBS系列    | [ 注釈 10 ]                                         |
| 日本全域   | アニマックス       | 2011年8月3日 - 10月19日     | 水曜 22:00 - 22:30                                                          | CS/BS放送  | リピート放送あり                                    |
| 日本全域   | WOWOWプライム      | 2013年9月22日 2013年9月29日 | 日曜 23:30 - 翌4:30（第1話 - 第10話） 日曜 23:00 - 翌0:00（第11話・第12話） | BS放送     | 第12話放送後、劇場版放送。                          |

### BD / DVD
| 巻  | 発売日         | 収録話         | 規格品番          | 規格品番  | 規格品番  | 出典   |
| 巻  | 発売日         | 収録話         | BD限定版          | DVD限定版 | DVD通常版 | 出典   |
| --- | -------------- | -------------- | ----------------- | --------- | --------- | ------ |
| 1   | 2011年9月28日  | 第1話、第2話   | ANZX-6421         | ANZB-6421 | ANSB-6421 | [ 68 ] |
| 2   | 2011年10月26日 | 第3話、第4話   | ANZX-6423         | ANZB-6423 | ANSB-6423 | [ 68 ] |
| 3   | 2011年11月23日 | 第5話、第6話   | ANZX-6425         | ANZB-6425 | ANSB-6425 | [ 68 ] |
| 4   | 2011年12月21日 | 第7話、第8話   | ANZX-6427         | ANZB-6427 | ANSB-6427 | [ 68 ] |
| 5   | 2012年1月25日  | 第9話、第10話  | ANZX-6429         | ANZB-6429 | ANSB-6429 | [ 68 ] |
| 6   | 2012年2月22日  | 第11話、第12話 | ANZX-6431         | ANZB-6431 | ANSB-6431 | [ 68 ] |
| BOX | 2020年3月25日  | 全12話、劇場版 | ANZX-12841～12847 | N/A       | N/A       | [ 69 ] |

#### 総集編
後述の劇場版公開に合わせ、前後編2本がテレビ放送された。劇場版にMBSが参画していないためもあり、放送網はテレビシリーズと異なる。
| 放送地域 | 放送局             | 放送日        | 放送時間                     | 放送系列       |
| -------- | ------------------ | ------------- | ---------------------------- | -------------- |
| 東京都   | TOKYO MX           | 2012年5月27日 | 日曜 0:30 - 1:00（土曜深夜） | 独立局         |
| 栃木県   | とちぎテレビ       | 2012年5月27日 | 日曜 0:30 - 1:00（土曜深夜） | 独立局         |
| 群馬県   | 群馬テレビ         | 2012年5月27日 | 日曜 0:30 - 1:00（土曜深夜） | 独立局         |
| 日本全域 | BS11               | 2012年5月27日 | 日曜 0:30 - 1:00（土曜深夜） | BS放送         |
| 愛知県   | テレビ愛知         | 2012年5月27日 | 日曜 3:50 - 4:20（土曜深夜） | テレビ東京系列 |
| 兵庫県   | サンテレビ         | 2012年5月28日 | 月曜 2:00 - 2:28（日曜深夜） | 独立局         |
| 日本全域 | ニコニコチャンネル | 2012年6月1日  | 金曜 22:00 更新              | ネット配信     |
| 福岡県   | RKB毎日放送        | 2012年6月13日 | 水曜 3:25 - 3:55（火曜深夜） | TBS系列        |

| 放送地域 | 放送局             | 放送日        | 放送時間                     | 放送系列       |
| -------- | ------------------ | ------------- | ---------------------------- | -------------- |
| 愛知県   | テレビ愛知         | 2012年5月31日 | 木曜 2:30 - 3:00（水曜深夜） | テレビ東京系列 |
| 東京都   | TOKYO MX           | 2012年6月1日  | 金曜 3:00 - 3:30（木曜深夜） | 独立局         |
| 日本全域 | ニコニコチャンネル | 2012年6月1日  | 金曜 22:00 更新              | ネット配信     |
| 日本全域 | BS11               | 2012年6月2日  | 土曜 23:30 - 翌0:00          | BS放送         |
| 兵庫県   | サンテレビ         | 2012年6月4日  | 月曜 2:00 - 2:28（日曜深夜） | 独立局         |
| 福岡県   | RKB毎日放送        | 2012年6月14日 | 木曜 3:30 - 4:00（水曜深夜） | TBS系列        |

## 劇場アニメ
『劇場版 BLOOD-C The Last Dark』（げきじょうばん ブラッド シー ザ ラスト ダーク）のタイトルで2012年6月2日に公開された。PG-12指定。制作はテレビアニメ版と同じくProduction I.Gであるが、製作は同社、アニプレックス、松竹、角川書店、AT-Xとなっている。テレビアニメ版で製作に参画していたMBSは外れており、自局で劇場版のテレビCMを流すのみにとどまっている。配給は松竹が担当した。
キャッチコピーは「復讐の闇に、何を見る」「復讐の血が、覚醒する」。
劇場版では、黒幕との決着が描かれずに終わったテレビアニメ版から世界観や登場人物を引き継ぎつつも、単体で完結する劇場版独自のストーリーが描かれる。
もともと『BLOOD-C』の企画発足当初は、発表形態を劇場映画かOVAのみで展開することが想定されていた。その後、CLAMPを迎えて具体的な内容を決める段階で、テレビアニメ版と劇場版の2本立ての展開となることとなった。劇場版の制作自体はテレビアニメ版の放送前から発表されており、テレビアニメ版の最終話放送に合わせて上映日時が告知された。
残虐シーンや性的シーンについては、テレビアニメ版のテレビ放送時のような厳密な修正処理は行われていない。特に小夜たちの入浴シーンについては、テレビアニメ版のオープニングアニメーションを担当したことでも知られる梅津泰臣が当該シーンの原画を担当したためもあり、小夜たちの姿がテレビアニメ版の本編以上に艶めかしく描かれている。
本映画は文化庁が文化振興政策として2011年から行っている国際共同製作映画支援事業において、初年度の製作支援の対象作品の1つとして選ばれており、国から制作経費として5000万円の補助金が支払われた。
2012年5月26日には、本映画の公開を記念してテレビアニメ版全話を無修正のBlu-ray Disc版で連続上映するオールナイトイベント「BLOOD-C TVシリーズ無修正版オールナイト上映会」が大阪ステーションシティシネマ限定で行われた。また、同年5月29日からはYahoo!映画で冒頭8分が無料配信された。
2012年6月2日、同年6月3日の初日2日間における映画観客動員ランキング（興行通信社調べ）では、初登場第11位となっている。
2012年8月、カナダ・モントリオールで開催された第16回ファンタジア映画祭にて、フランス最大のファンタスティック・SF映画専門誌「L’Écran Fantastique」のスタッフの評価により与えられる「L’Écran Fantastique賞」を受賞。「見事なカット割り、まるでラヴクラフト神話から飛び出したかのような恐ろしい動物寓意集、テクスチャーやライティングの巧みな駆使。本作品は日本のアニメーションのみならずファンタジー・ホラー映画ファンをも魅了する傑作アニメーション映画である。」と高く評価された。

### スタッフ（劇場アニメ）
- 原作 - Production I.G/CLAMP
- ストーリー・キャラクター原案 - CLAMP
- 脚本 - 大川七瀬、藤咲淳一
- 監督・絵コンテ - 塩谷直義
- アニメーションキャラクターデザイン・総作画監督 - 黄瀬和哉
- サブキャラクターデザイン - 千葉崇洋
- 『古きもの』デザイン - 石森連、篠田知宏
- プロップデザイン - 幸田直子、横田晋一、常木志伸、村田峻治
- 演出チーフ - 長沼範裕
- 演出 - 市村徹夫、内田信吾
- 作画監督 - 千葉崇洋、大久保徹、中村深雪、佐々かなこ、加々美高浩、細越裕治
- 美術監督 - 小倉一男 (KUSANAGI)
- 色彩設計 - 境成美
- 3DCGI - ダンデライオンアニメーションスタジオ
- 撮影監督 - 荒井栄児
- 音響監督 - 岩浪美和
- 音楽 - 佐藤直紀
- 音楽制作 - アニプレックス
- プロデューサー - 川口徹、清水博之、寺西史、榎本郁子、山崎明日香
- 制作 - Production I.G
- 製作協力 - 電通
- 製作 - Project BLOOD-C Movie（Production I.G、アニプレックス、松竹、角川書店、AT-X）
- 配給 - 松竹
- 共同宣伝 - アニプレックス

### 主題歌（劇場アニメ）
「METRO BAROQUE」
水樹奈々による主題歌。作詞は水樹奈々、作曲はやしきん、編曲は中山真斗 (Elements Garden)。

### のねのね劇場
Youtubeの松竹チャンネル及び劇場版公式サイト、ニコニコチャンネルで配信されている短編アニメ。全6話。求衛のの&ねねが独自視点で作品を解説する。題字は求衛のの&ねねを演じた福圓美里が書いたものを使用している。

#### スタッフ（のねのね劇場）
- 原作 - Production I.G、CLAMP
- ストーリー・キャラクター原案 - CLAMP
- 監督・脚本 - 藤咲淳一
- 演出 - 芦名みのる
- キャラクターデザイン - たけはらみのる
- 編集 - 村上義典
- 音響監督 - 岩浪美和
- 音響効果 - 小山恭正
- アニメーション制作 - スタジオぷYUKAI
- 制作 - Production I.G

#### 各話リスト（のねのね劇場）
| 話数 | 今日のお題     | 配信日        |
| ---- | -------------- | ------------- |
| #1   | 更衣小夜       | 2012年4月9日  |
| #2   | セブンスヘブン | 2012年4月23日 |
| #3   | 〈古きもの〉   | 2012年5月7日  |
| #4   | 私立三荊学園   | 2012年5月16日 |
| #5   | 浮島神社       | 2012年5月24日 |
| #6   | 犬             | 2012年5月28日 |

## 映像ソフト化
BD

テレビアニメ版と劇場版をディスク3枚に収録したBlu-ray BOXが2020年3月25日に発売。

## Webラジオ
『BLOOD-R』（ブラッド アール）のタイトルで、2011年6月15日から2012年7月4日まで配信された。公式サイトにて全11回の聴取が可能。テレビアニメの放送期間中は、本番組の配信日とテレビアニメ本編のニコニコチャンネルでの更新日が重なる場合、テレビアニメの放送後に本番組も一緒に放送された。テレビアニメ放送終了後の第8回以降は不定期更新となり、第9回から第11回（最終回）までは約3か月おきに更新されるだけで、最終回の事前告知もされなかった（パーソナリティの鈴木曰く「（不定期更新の間が空きすぎるなど）真面目にやる気がない」）。
パーソナリティ
- 福圓美里（求衛のの・求衛ねね 役）
- 鈴木達央（時真慎一郎 役）

ゲスト
- 野島健児（七原文人 役、第3回）
- 水樹奈々（更衣小夜 役、第4回）
- 藤原啓治（更衣唯芳 役、第5回）
- 阿部敦（鞘総逸樹 役、第6回）
- 浅野真澄（網埜優花 役、第7回）
- 宮川美保（筒鳥香奈子 役、第8回）

## 漫画
BLOOD-C
琴音らんまるによるコミカライズ版『BLOOD-C』が、『月刊少年エース』（角川書店）にて2011年7月号から2012年10月号まで連載された。単行本は角川コミックス・エースレーベルより全4巻が刊行された。
ストーリーはテレビアニメから劇場版までを通して描いている。第1巻から第3巻まではTVシリーズ、第4巻は劇場版のコミカライズとなる。
1. 2011年7月26日発行（同日発売）、ISBN 978-4-04-715754-5
2. 2011年12月26日発行（同日発売）、ISBN 978-4-04-120047-6
3. 2012年5月26日発行（同日発売）、ISBN 978-4-04-120235-7
4. 2012年11月26日発行（同日発売）、ISBN 978-4-04-120499-3

BLOOD-C 十六夜鬼譚
ハヅキリョウによる本編の前日譚『BLOOD-C 十六夜鬼譚』が、『ニュータイプエース』2011年Vol.1（2011年9月10日発売号）から2012年Vol.9（2012年5月10日発売号）まで連載された。単行本は角川コミックス・エースレーベルより全2巻が刊行された。
戦後間もない1946年の日本を舞台に、刀身のない刀を持つ自称縁切り屋の青年・景切と、日本に駐留する米兵・デヴィッドの〈古きもの〉との戦いを描く。テレビシリーズの時系列に接続するストーリーであるが、〈塔〉や九頭の先祖など、劇場版の内容も一部語られている。
1. 2011年12月発行（2011年12月26日発売）、ISBN 978-4-04-120048-3
2. 2012年5月発行（2012年5月26日発売）、ISBN 978-4-04-120277-7

## 小説
藤咲淳一によるノベライズ版が、2011年10月と2012年6月に角川ホラー文庫（角川書店）より刊行されている。イラストはCLAMP。全2冊。
著者の藤咲は、CLAMPの大川七瀬との連名でテレビアニメ版全話と劇場版の脚本を担当している。テレビアニメ版の第1話から最終話、および劇場版の内容を三人称小説の体裁で再現しているが、独自に場面が追加されたり、エピソードが削られたり、描写が変更されたりしている箇所もある。
- 『BLOOD-C』、2011年9月30日発行（2011年10月4日発売[3]）、ISBN 978-4-04-394477-4
- 『BLOOD‐C The Last Dark』、2012年5月30日発行（2012年6月2日発売[4]）、ISBN 978-4-04-100300-8

## 舞台
『BLOOD-C The LAST MIND』（ブラッド シー ザ・ラストマインド）のタイトルで、テレビアニメ版と劇場版の間を埋める新作として、2015年7月2日から同年7月5日まで世田谷パブリックシアターにて上演。演出は奥秀太郎、脚本は藤咲淳一がそれぞれ担当。

### 主なキャスト（舞台）
★は舞台版に新たに書き下ろされたキャラクター。
- 更衣小夜 - 宮原華音
- 七原文人 - 南圭介
- 更衣唯芳 - 滝川英治
- 網埜優花 - 吉川麻美
- 陽★ - 石渡真修
- 蘭★ - 青野楓
- 蒼円★ - 松村龍之介
- 富山★ - 藤原祐規
- 黒田★ - 伊阪達也
- 紅斑★ - 田中稔彦
- 灰島★ - 細川洪（TOKYO流星群）

## 実写映画

### 阿修羅少女〜BLOOD-C異聞〜
読みは「あしゅらガール ブラッドシーいぶん」。2017年8月26日よりテアトル新宿ほかにて公開された。監督は奥秀太郎、脚本は藤咲淳一が担当。主演は青野楓。書き下ろしの新作となる。
時系列的にはテレビアニメ版の過去に相当しており、黒幕によって用意された舞台やエキストラなど、テレビアニメ版に通じる要素も盛り込まれている。小夜よりも主人公として描かれる蘭をはじめ主要人物には、青野ら舞台版のキャストが引き続き起用されている。
作品のテーマは「小夜になるはずだったもう一人の少女の物語」である。

#### ストーリー（阿修羅少女）
戦乱の時代に陥る少し前の日本。帝都・東京に近いとある山奥の大杉と野枝が率いる閉鎖的な寒村で、赤狩りとして出動した特高警官が殺害される。特高警察の甘粕は村に捜査本部を作り、村人たちを相手に横暴な捜査を行う。そんな時、血の病にかかり、診療所で過ごす女性・蘭を姉に持つ青年・蓮の前に、小夜と名乗るセーラー服姿の少女が現れる。そして、限界を超えた村人たちと特高警察による確執が激化する中、蘭は古きものとして目覚める。

#### 主要登場人物（阿修羅少女）
蘭
戦前の日本のとある山奥に存在する寒村で血の病を患い、診療所で過ごしている女性。特高警察と村人が衝突する中で古きものとして目覚め小夜と戦うが、最後は甘粕に倒される。正体は6年前から陸軍が研究中の小夜のような不死の兵士を作るために診療所内で行なっていた実験の被験者であり、古きものの血を引く下位種。直系であった蓮の影的存在であった。
蓮
蘭の弟。村の外の世界に憧れつつも、唯一の身内である姉の蘭を見捨てられず、村に留まっている。古きものとなった蘭を止められず、自分の中にも眠っている古きものの血が爆発しそうになり、小夜に頼んで倒される。正体は古きものの血を引く直系であり、小夜と同じ古きものの上位種であった。
小夜
日本刀を携えた制服姿の少女にして古きものの上位種。古きものを狩るため、蘭と蓮の住む村を訪れる。森の中で特高警察に囲まれた際に蓮と出会い、彼の自宅に泊めてもらう。
甘粕
特高警察の部隊長。村に捜査本部を設置し、村人たちへの横暴な捜査を繰り返す。
大杉
村を率いている人物の1人。
野枝
村を率いている人物の1人。
來蝶
村の境に住む老婆。一連の事件は古から伝承される祟りが原因に違いないと主張し、発狂する。
木蓮
蘭が入院している村の診療所の医師。正体は物語の黒幕であり、6年前から蘭を被検体として不死の兵士を作るための実験を行なっていた。古きものの下位種である蘭の発作を抑制しつつ、上位種である蓮を支配しようとしていた。最後は村を焼き払い、逃走する。

#### キャスト（阿修羅少女）
- 蘭 - 青野楓
- 蓮 - 松村龍之介
- 更衣小夜 - 宮原華音
- 甘粕 - 古田新太
- 木蓮 - 水野美紀
- 更衣唯芳 - 滝川英治
- 七原文人 - 南圭介
- 大杉 - 手塚とおる
- 滝治 - 田中要次
- 高城 - 八神蓮
- 來蝶 - 銀粉蝶
- 野枝 - 坂井真紀
- 赤山 - 郷本直也
- 益子 - 友常勇気
- 比良田 - 結城貴史
- 陽 - 石渡真修
- 古谷 - 中山孟
- 長谷川 - 時光陸
- 佐竹 - 古波倉要
- 沖田 - 宮城紘大
- 網埜優花 - 吉川麻美
- 部隊長 - 白柏寿大
- ナレーション - 石川界人[88]

#### スタッフ（阿修羅少女）
- 監督 - 奥秀太郎
- 原作 - Production I.G・CLAMP
- 脚本 - 藤咲淳一
- 音楽 - 中尾憲太郎
- 撮影 - 与那覇政之
- 美術 - 中島義明
- 録音 - 白取貢
- アクションコーディネーター - 藤田けん
- プロデューサー - 奥村千之介

### BLOOD-CLUB DOLLS
2018年から展開中の実写映画シリーズ。2部作で構成される。
時系列的には劇場版の前日譚に相当しており、文人を追って東京に到着した直後の小夜の姿が描かれる。

#### 概要

##### BLOOD-CLUB DOLLS1
監督は奥秀太郎、脚本は藤咲淳一、主演は松村龍之介。2部作構成の第1作で、2018年10月13日に公開された。
2018年2月7日には制作発表会がブロードメディアスタジオ試写室にて開催され、奥・藤咲・松村のほか、北園涼、黒崎真音、八神蓮、高崎翔太、友常勇気、田中涼星、郷本直也、南圭介らキャスト陣が登壇した。同年10月13日には舞台挨拶が新宿バルト9にて開催され、松村、北園、宮原華音、黒崎、友常、田中、郷本、南、奥が登壇した。

##### BLOOD-CLUB DOLLS2
2部作構成の第2作。2020年7月11日公開。
スタッフは前作から引き継がれており、キャストには前作の面々に加えて岐洲匠が新たに参加する。

#### ストーリー (DOLLS)
DOLLS1
謎の地下闘技場「BLOOD-CLUB」では、男たちが夜な夜な繰り広げる熱闘が多くの観客を集め、その闘技場には裏社会を統治するリーダー・蒼炎と、七原文人の影がちらついていた。小夜が文人を追って東京にたどり着いたころ、闘技場にはすでに彼の手先として動く小夜の姿があった。
DOLLS2
閉鎖されたはずの地下闘技場「BLOOD-CLUB」は、新たに、人気剣闘士の桜木も加わり、場所を変えて、ひそかに営業を続けていた。その、闘技場のVIPルームには蒼炎など各界の大物たちが出入りしていた

#### 主要登場人物 (DOLLS)
蒼炎
地下闘技場「BLOOD-CLUB」に関わり裏社会を統治するリーダー。フルネームは、七原蒼炎で七原文人の縁者。
藍刃
とある事件の犯人とされる青年。地下闘技場「BLOOD－CLUB」に参加させられる。
有栖川みちる
権力者で、中核に当たる有栖川家の令嬢。とある事件で、唯一生き残った存在であり、記憶が混濁していて、何も思い出せないが真実を追いかけている。
更衣小夜
日本刀を携えた制服姿の少女にして古きものの上位種。文人を追って東京にたどり着いた。
桜木
『BLOOD-CLUB』に加入したアイドル剣闘士。2に登場

#### キャスト (DOLLS)
- 蒼炎 - 松村龍之介
- 藍刀 - 北園涼
- 更衣小夜 - 宮原華音
- 有栖川みちる - 黒崎真音
- 葛生 - 田中要次
- 真那 - 朝倉あき
- 曽我部 - 八神蓮
- 紅斑 - 高崎翔太
- 古束 - 友常勇気
- 助川 - 安里勇哉
- 黒田 - 田中涼星
- 銀六 - 郷本直也
- 木佐貫 - 白柏寿大
- 七原文人 - 南圭介
- メロディー - 河原田巧也
- 網埜優花 - 吉川麻美
- 由美 - 桜井理衣
- 唐獅子 - 細川洪
- 水戸刑事 - 八嶋智人

1のみ出演
- 葛生 - 田中要次
- 零二 - 杉江大志
- 水無川 - 清水順二(30-DELUX)
- 唐獅子 - 細川洪
- 武藤 - 高橋克実
- 格田 - 長谷川大
- 灰島 - 辻口岳佑
- 知念 - 松崎亮
- 魅月 - 神田川侑希
- くらら - 倉橋愛美
- 莉奈 - 川口莉奈
- なみ - 飯嶌桂依
- 赤城 - 銀ゲンタ
- 白田 - 長島翼
- 森大成
- 竹内優
- 加賀美茂樹
- 橋爪拓

2のみ出演
- 岐洲匠
- 内海啓貴
- 磯村洋祐
- 富田翔
- 芹沢尚哉
- 坂本康太
- 前田剛史
- ベルナール・アッカ
- 池田成志

#### スタッフ (DOLLS)
- 監督 - 奥秀太郎
- 脚本 - 藤咲淳一、奥秀太郎
- 撮影監督 - 岸建太朗（1）、藤井光永（2）
- 殺陣指導 - 清水順二 (30-DELUX)
- 音楽 - 西本康佑
- 音効 - 岡瀬晶彦
- 主題歌（2） - 北園涼「Over the little night」
- スチール - 藤井光永
- プロデューサー - 奥村千之介、堀口聖一
- 配給 - NEGA

## 関連書籍
テレビアニメ版の放送終了後、角川書店よりビジュアルファンブックが発売されている。
- 『BLOOD-C OFFICIAL COMPLETE BOOK 胎動』、2011年10月28日発行（2011年10月27日発売[95]）、ISBN 978-4-04-854714-7

## 他作品との関連
- 本作の登場キャラクターである「犬」の声を福山潤が演じ、「対価と引き換えに願いをかなえる店」に言及する描写は、本作と共通のスタッフでアニメ化されたCLAMPの漫画『XXXHOLiC』との繋がりを想起させることが指摘されている[96]。この繋がりはテレビアニメ版では明かされなかったが、劇場版では『XXXHOLiC』の主人公である四月一日君尋の登場によって明かされている。
- テレビアニメ版と劇場版の設定をすり合わせる中で、主人公である小夜の強さに関しては基準が設けられた。テレビアニメ版の監督である水島によれば、その強さは映画化もされたアメリカン・コミック『キック・アス』の登場人物であるヒット・ガールが高校生になった程度の、それより少し強い程度をイメージしているという[2][97]。
- 「劇場版 BLOOD-C The Last Dark」のプロモーションを目的とした代替現実ゲーム『Sirrut Hacking Cloud』がある。ゲーム参加者は劇中に登場する秘密組織「サーラット」と接触したことをきっかけに、「BLOOD-C」の世界観に即した様々な情報に触れてその結果、世界観をあたかも現実に存在するかのように疑似体験できる。
- オンラインゲームサイトのYahoo!モバゲー、mobage、アットゲームズの利用者のアバターには、本作の登場キャラクターの衣装も導入されている。